# Varner Arena

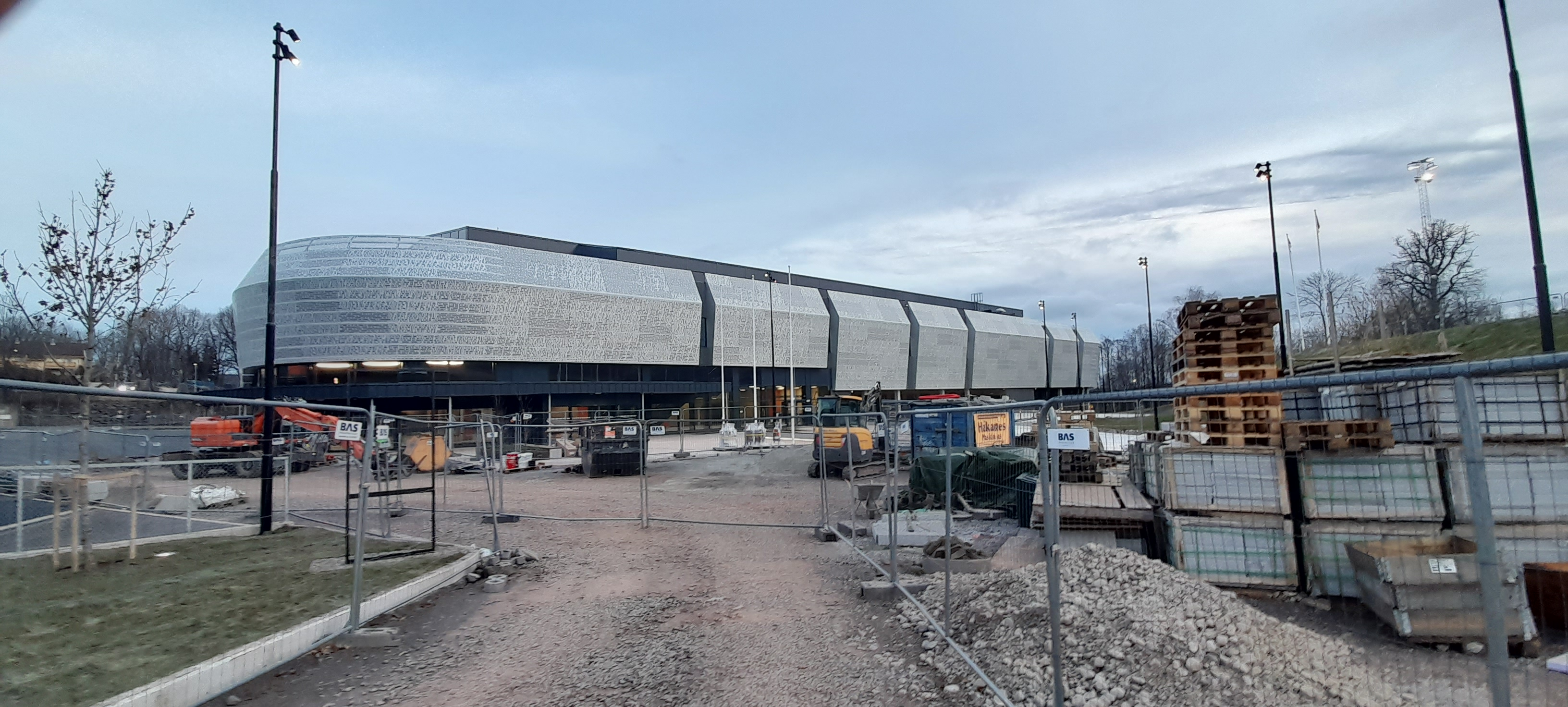
Varner Arena under byggnad.

Varner Arena tidigare Risenga Ishall är en ishall i Askers kommun, Norge. Varner Arena är hem till Frisk Asker och Asker Konståkningsklubb. 
Byggandet av ishallen påbörjades hösten 2019. Varner Arena har en kapacitet på 3 650 åskådare, fördelat på 3 000 sittplatser, 500 stående platser och 150 restauranggäster. Spårbredden är 26 meter, vilket är "NHL-mål". Varner Arena har en underjordisk parkering med plats för cirka 200 bilar. Varner Arena hade sin officiella öppning den 19 februari 2022 mot Stavanger Oilers, Frisk Asker vann med 3-2 efter Övertid .
Frisk Asker har ingått ett avtal 2022 med modegruppen Varner-Gruppen vilket innebär att klubbens nya arena kommer att bära namnet Varner Arena. Avtalet har en ram på 10 år.